# Helena Linder-Jeß
Helena Constanze Linder-Jeß (* 11. Juli 1982 in München) ist ein Fregattenkapitän der Marine der Bundeswehr. Im Juni 2013 wurde sie, zusammen mit Inka von Puttkamer, die erste weibliche Kommandant der Marine. Im August 2018 wurde sie stellvertretende Marineattachée in Washington, D.C. und war damit erster weiblicher Marineattaché der Bundeswehr.

## Leben
Helena Linder-Jeß ist die Tochter eines deutschen Diplomaten.
Linder-Jeß trat 2001 nach dem Abitur in Venezuela in die Deutsche Marine ein. Ab 2002 besuchte sie einen Offizierlehrgang an der Marineschule Mürwik (Crew VII/01). Anschließend studierte sie bis 2006 an der Universität der Bundeswehr in München und schloss ihr Studium der Wirtschafts- und Organisationswissenschaften als Diplom-Kauffrau ab. Sie wurde Wachoffizier auf einem Minenjagdboot. In dieser Position nahm sie an internationalen Manövern und Auslandseinsätzen teil, so 2008 als erster weiblicher Wachoffizier und 2009/2010 zur Küstenkontrolle vor dem Libanon im Rahmen von UNIFIL. Anschließend erhielt sie das Kommandantenzeugnis. Ab 2010 war sie für drei Jahre als Referentin im NATO-Hauptquartier in Brüssel, u. a. als Adjutant beim deutschen Direktor des internationalen Militärstabs Generalleutnant Jürgen Bornemann.
Im Juni 2013 war sie im Rang eines Kapitänleutnants gemeinsam mit Inka von Puttkamer die erste Frau, welche Kommandantin in der Deutschen Marine wurde. Sie übernahm das Minenjagdboot Datteln beim 3. Minensuchgeschwader (Kiel). Bis Juli 2015, das Boot ging in die Peene-Werft in Wolgast, blieb sie Kommandantin und wurde in dieser Position zum Korvettenkapitän befördert. Anschließend nahm sie bis 2017 am Lehrgang für Generalstabsoffiziere und Admiralstabsoffiziere National (LGAN) an der Führungsakademie der Bundeswehr in Hamburg teil und schloss zeitgleich an der Helmut-Schmidt-Universität/Universität der Bundeswehr Hamburg ein Masterstudium ab.
Seit August 2018 ist sie stellvertretende Marineattachée an der Deutschen Botschaft Washington, D.C. und damit erste Frau im Militärattachédienst der Bundeswehr. Seit Januar 2024 ist sie als Referentin im Bundesministerium der Verteidigung tätig.
Linder-Jeß ist mit einem Marineoffizier verheiratet.